# 科大醫院

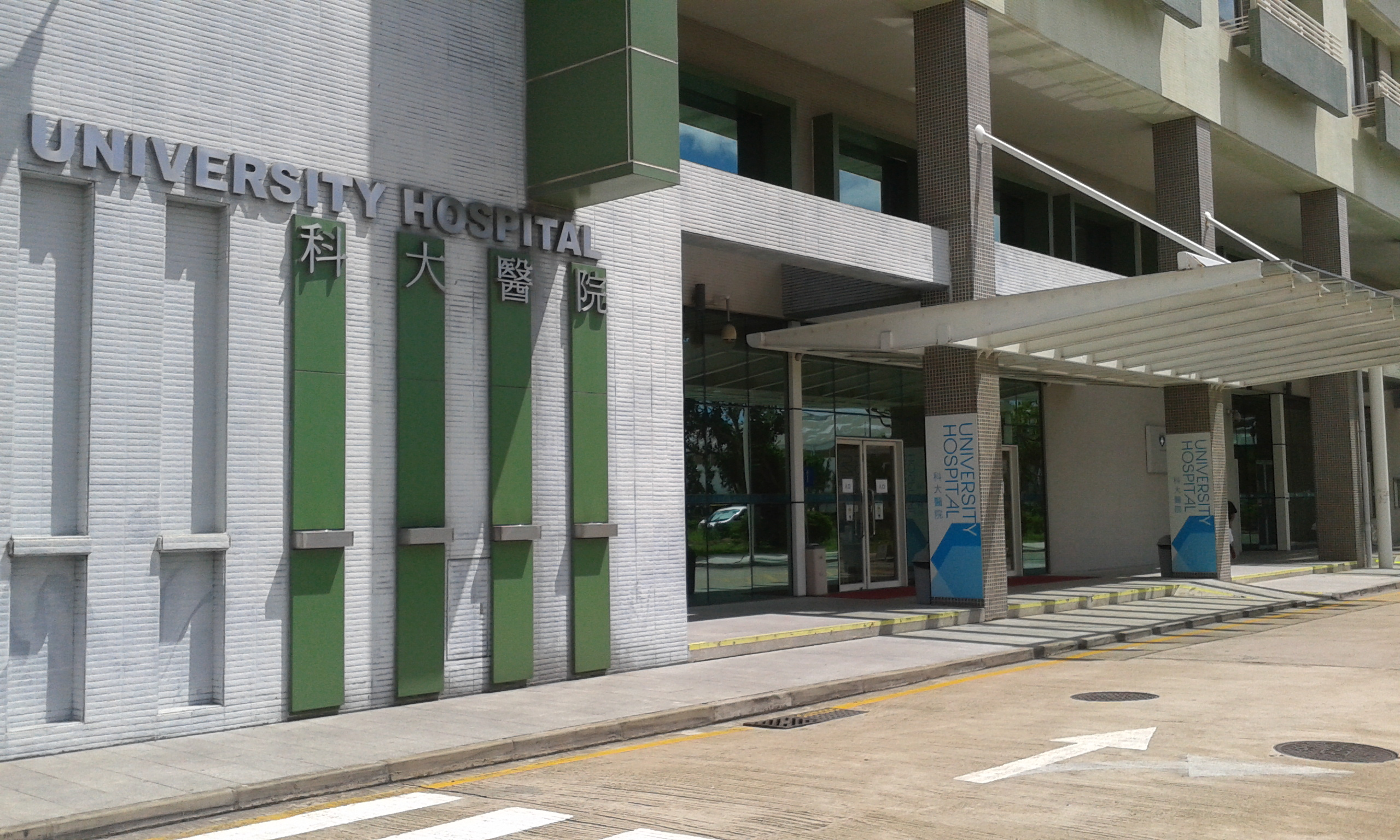
科大醫院門口

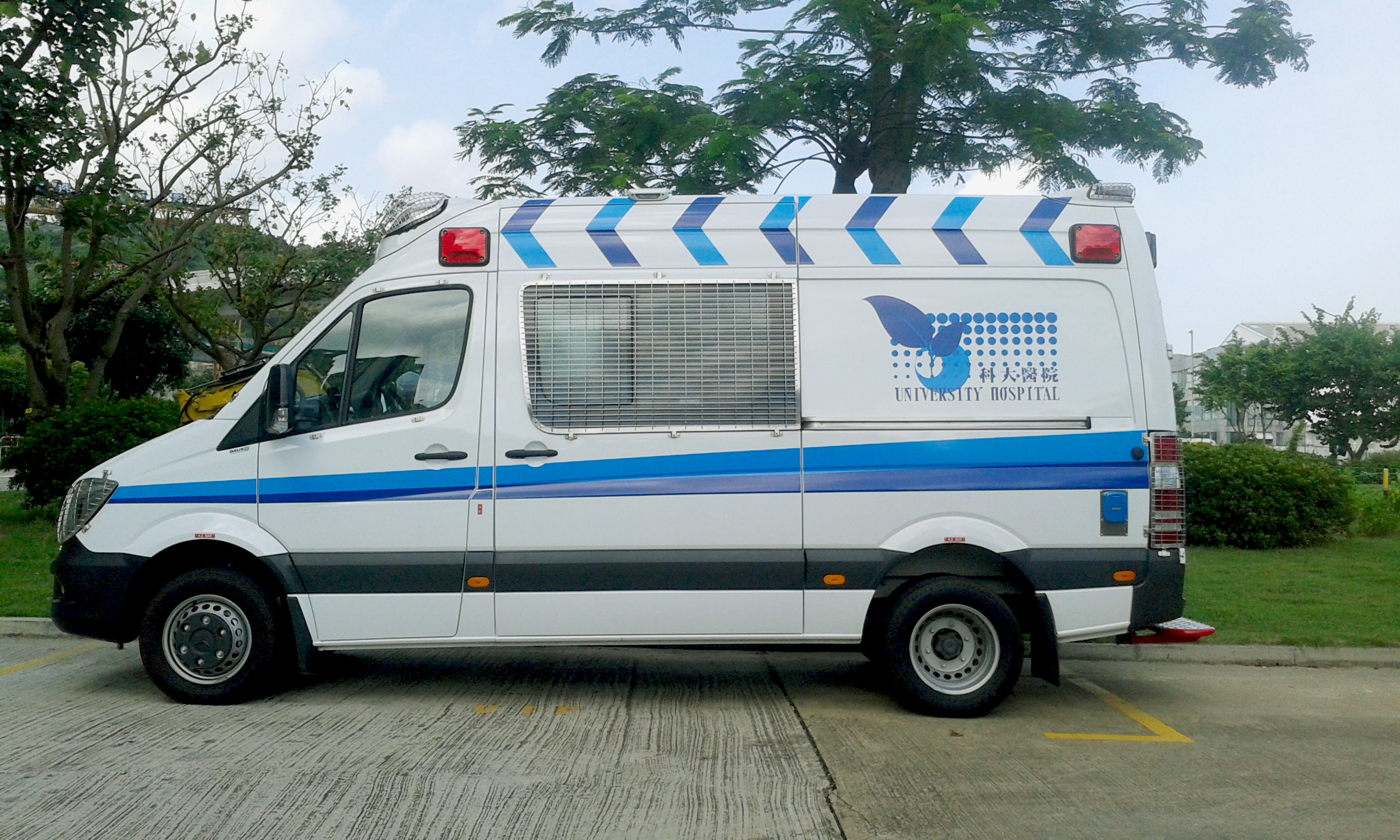
科大醫院救護車

科大醫院（葡萄牙語：Hospital Universitário）位於澳門氹仔偉龍馬路澳門科技大學H座大樓，於2003年10月8日獲澳門衛生局批准成立，隸屬於澳門科技大學基金會，是一間非牟利機構，是澳門第一所具有中西醫互補優勢為特色的綜合性醫院。
醫院為澳門科技大學醫學院、中醫藥學院及藥學院的臨床帶教基地，也是全澳唯一一所具備大學支持的醫院。本院住院部設有雙人病房、私家病房及豪華病房，適合不同病患的需要。

## 歷史
澳門特區政府重視和支持中醫藥事業在澳門的發展，於二零零零年批准成立澳門科技大學中醫藥學院。為了滿足廣大民眾對中醫藥診療的實際需求，並考慮到中醫藥學院的師生理論和臨床實際，經澳門特區衛生局批准，大學在二零零三年十月八日成立了一個集臨床、教學、科研於一體的醫療中心─“澳門科技大學中醫診療中心”，而中心也正是科大醫院的前身。 “中醫診療中心”初建時，由於房源問題，曾藉設於鏡湖醫院內。後遷移至氹仔偉龍馬路澳門科技大學C座地下。
為適應社會對醫療需求的增加，同時為配合大學醫療教育的發展，經特區政府衛生局批准，科大醫院正式於二零零六年三月二十五日成立。醫院除保留原有中醫診療服務外，同時加入西醫診療的元素，務求使醫療服務範圍更趨於完善。科大醫院以“健康之路，與您共創”為辦院宗旨，充分發揮中西醫互補的優勢。在開展中西醫的新服務的同時，二零零七年八月十六日又開放住院部，設有60張床；二零一六年五月成立血液透析中心，中心目前設有48張床。

## 門診
科大醫院設西醫部、中醫部、國際健康管理中心、國際醫務中心、中醫藥學院專家臨床中心、臨床化驗診斷中心、內視鏡中心、醫學臨床診斷中心、綜合康復診療中心、血液透析中心、腫瘤綜合治療服務、醫學美容服務、治未病服務等。
西醫門診
- 內科：心臟科、皮膚科、內分泌科、胃腸科、血液科/免疫血液治療科 、腎科、神經科、腫瘤科、 肺科、復康科。
- 外科：心胸外科、普通外科、神經外科、小兒外科、整形外科、泌尿科、血管外科。
- 五官科：眼科、耳鼻喉科 。
- 婦科、麻醉科、家庭醫學科、骨科、兒科、放射科及影像學科。
- 疫苗注射:（HPV九價預防疫苗、兒童疫苗、流感疫苗、甲、乙型肝炎、破傷風、水痘等）。

中醫門診
- 內科、婦科、兒科、骨傷科、心血管科、針灸科、推拿科、皮膚科、手法保健服務、治未病服務。

## 外部連結
- 科大醫院網站（页面存档备份，存于）